# Hospital Niguarda
El ASST Grande Ospedale Metropolitano Niguarda, hasta 2017 llamado Ospedale Niguarda Ca' Granda o el Hospital Niguarda, es un hospital histórico de la ciudad de Milán fundado en 1939.
En el 2011 se inició un proceso de recualificación que ya ha concluido y confirmado la “vocación por el tratamiento de patologías de media-alta complejidad”.

## Historia
El hospital Niguarda Ca' Granda (desde 2017 llamado Hospital Grande Metropolitano Niguarda) se inauguró el 10 de octubre de 1939: el nombre deriva del vínculo administrativo con el Ospedale Maggiore Ca' Granda, el hospital más antiguo de Milán que había sido renovado durante años. logístico y organizativo. El hospital Maggiore se había mudado de su antigua ubicación y ya había inaugurado los primeros pabellones del hospital universitario; sin embargo, faltaba un nuevo hospital generalista. Niguarda responde a esta necesidad junto con la de dotar a la ciudad de un hospital en una zona en expansión y de fácil acceso, la zona de Niguarda al norte de Milán.
En la década de 1940, en plena Segunda Guerra Mundial, el hospital fue un gran punto de referencia para la fuga de judíos y presos políticos que estaban recluidos en la prisión de San Vittore en Milán. Entre las protagonistas del emprendimiento estaba María Perón, una joven enfermera que trabajaba en el quirófano, quien después se uniera a la Resistencia italiana para derrocar a Benito Mussolini y con ello a las fuerzas de la Alemania nazi.
En 1978 el hospital adquirió su autonomía. Las huellas de su antiguo origen permanecen en el nombre y en las esculturas de la puerta central.
El 14 de junio de 1993 el hospital fue identificado como hospital de importancia nacional y altamente especializado. El 30 de junio de 1994, el hospital "Niguarda Ca' Granda" fue reconocido como hospital.

## Cronología
- 1940: Nace el primer laboratorio italiano de Microbiología. Se abre el departamento de Fisiología bajo la dirección del Dr. Giancarlo Guarniero.
- 1941: Se abre el Laboratorio de Bioquímica y Fisiopatología, dedicado expresamente a los análisis bioquímico-clínicos.
- 1954: Se establece la División de Cirugía Torácica.
- 1956: El Prof. Angelo De Gasperis realiza la primera cirugía de "corazón abierto" en una niña de 18 meses. Este es el primer caso en Italia de intervención en la circulación extracorpórea. Se abre la primera escuela italiana de fisioterapia.
- 1958: Por primera vez en Italia, se abre una escuela primaria para pacientes jóvenes dentro de la División de Pediatría. Se abre la Sección de Diagnóstico con Isótopos Radiactivos, que permite el primer uso del yodo radiactivo para el tratamiento de enfermedades tiroideas.
- 1963: Se realizan por primera vez en Italia reemplazos valvulares con prótesis artificiales. Se establece la primera escuela italiana para terapeutas de rehabilitación.
- 1967: Se establece la primera Unidad de Cuidados Intensivos Coronarios de Italia.
- 1968: Se crea el primer centro italiano de enfermedades neoplásicas.
- 1969: Se introduce por primera vez en Italia el uso de la ecocardiografía. Se abre el Instituto de Radioterapia y Medicina Nuclear, uno de los hospitales más grandes de toda Italia.
- 1971: Bajo la dirección de Luigi Donati, el Centro Grandi Burns abre el primer banco de telas italiano.
- 1981: Se abre el Departamento de Urgencias y la División de Oncología Médica de Falck, entre los primeros hospitales de oncología médica de Europa.
- 1983: Se realiza el primer tratamiento en Italia de la retinopatía prematura (ROP) mediante crioterapia.
- 1984: Abre el Centro de Trasplante de Médula y el Centro "Vittorio Di Capua" para la rehabilitación ecuestre de niños.
- 1988: Se realiza la implantación de un corazón artificial como puente al trasplante de corazón en un paciente con insuficiencia cardíaca grave.
- 1994: "Se funda el Centro de Cirugía de la Epilepsia, única estructura en Italia.

## Estructura
Los departamentos de salud son:
- Departamento médico multiespecialista.[3]
- Departamento Cardiotoracovascular.[4]
- Departamento de cirugía multiespecialidad.[5]
- Departamento de tecnologías diagnósticas-terapéuticas avanzadas.[6]
- Departamento de hematología y oncología.[7]
- Departamento de Medicina de Laboratorio.[8]
- Departamento materno infantil.[9]
- Departamento de Neurociencias.[10]
- Servicio de Emergencias Urgentes - EAS.[11]
- Departamento de Salud Mental.[12]

## Arquitectura
La convocatoria del Concurso Nacional para el proyecto del hospital se publicó el 20 de octubre de 1926. Sin embargo, ningún proyecto se consideró adecuado a las necesidades expresadas en la convocatoria. Luego de 5 años el proyecto fue encomendado al Ing. Giulio Marcovigi, con la colaboración del arquitecto Giulio Ulisse Arata y la supervisión sanitaria de Enrico Ronzani, auditada el 13 de julio de 1932.
Las principales diferencias del nuevo proyecto frente a los demás presentados se resumían en una mayor atención a la contención de infecciones hospitalarias debido a una menor promiscuidad de pacientes y estructuras más racionales, unido a una necesidad de contención de los costes de gestión.
El trazado arquitectónico, caracterizado por una imponente arquitectura racionalista propia de la década de 1930, ahora protegida por las bellas artes, tenía características únicas para la época.

## Arte
En la entrada, en la capilla central del hospital, en el gran salón, hay obras de arte de artistas famosos de la época: Aldo Carpi, Alberto Salietti, Anselmo Bucci, Cesarino Monti, Raffaele De Grada, Guido Marussig, Adolfo Wildt, Aurelio Bossi.
En la entrada hay dos esculturas principales:
- El grupo Sforza en el acta de donación al papa Pio XII de Ca' Granda, de Arturo Martini;
- San Carlos Borromeo entregando la bula de perdón a los Diputados Hospitalarios, obra de Francesco Messina